# Dombås
Dombås is een plaats en skigebied in de Noorse gemeente Dovre, provincie Innlandet. Dombås telt 1130 inwoners (2007) en heeft een oppervlakte van 1,67 km².
Dombås beschikt over een station Dombås aan de Raumabanen. Bereikbaar via de E6 en E136. Het ligt dicht bij de nationale parken nationaal park Dovre, Rondane en Dovrefjell-Sunndalsfjella.

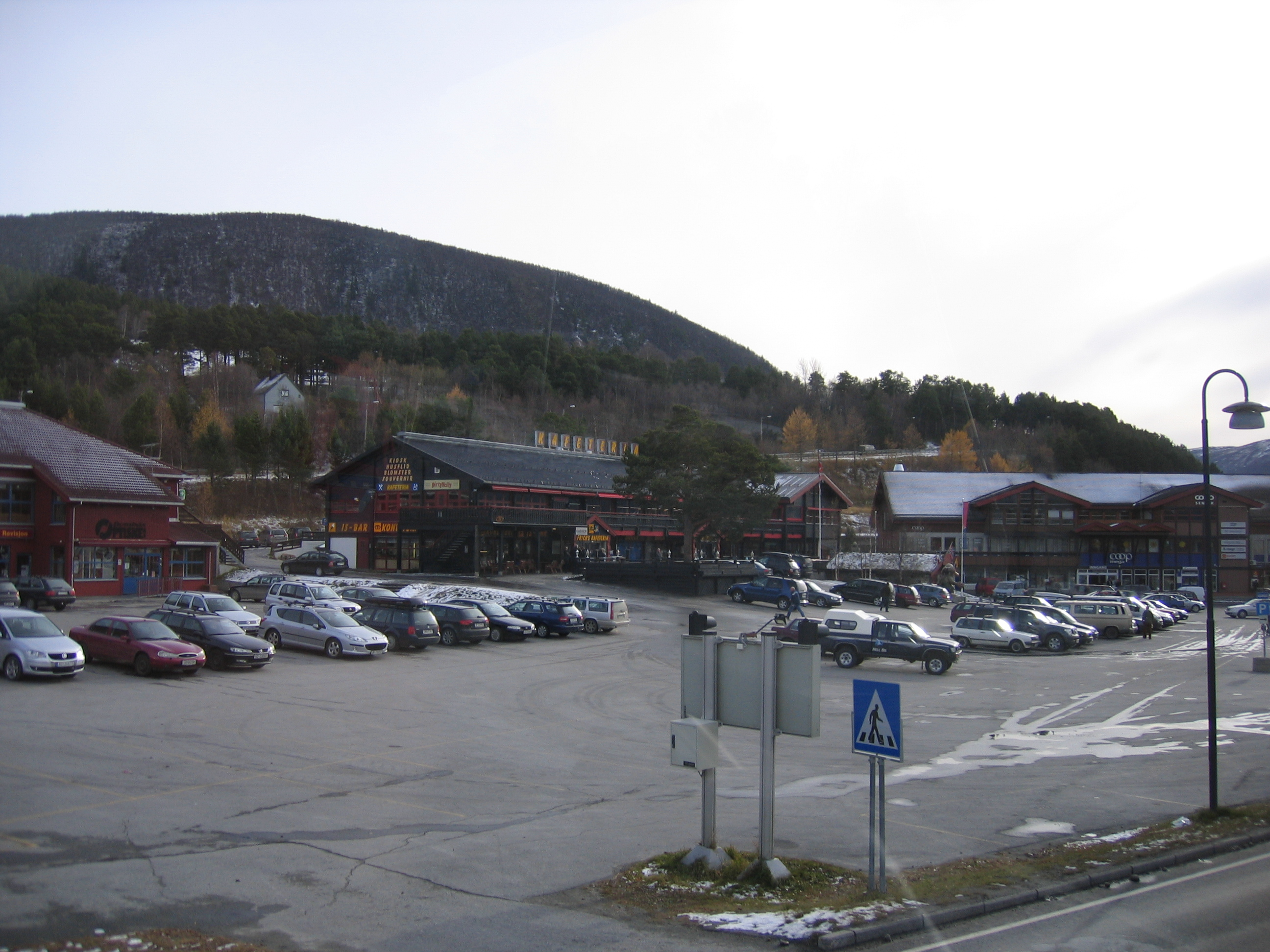
Dombås